# Сенклер, Лаура
Ло́ра Сенкле́р (фр. Laure Sainclair), настоящее имя Лоранс Фонтен (фр. Laurence Fontaine, род. 24 мая 1972, Рен) — французская порноактриса. Одним из самых знаменательных проектов с участием Лоры Сенклер явился проект Wicked Weapon совместно с Дженной Джеймсон. На волне успеха в порнофильмах приглашалась на съёмки в телевизионных шоу, в обычном кино, среди которых роль порнозвезды в авторском фильме «Уже мёртв».

## Порнокарьера
Порнокарьера Лоры Сенклер берёт своё начало с позирования обнажённой для нескольких европейских журналов. В 1995 году во Франции на выставке порновидео Лора танцевала стриптиз и её заметил Марк Дорсель, который и протолкнул Лору в порнобизнес. Лора была приглашена французской студией Video Marc Dorcel принять участие в фильме «Желания плоти» (Desir dans la Peau). После двух месяцев Марк Дорсель подписывает с ней контракт. Далее в период с 1995 по 1999 год Лора снялась для этой студии в 16 фильмах. На данный момент Лора больше не снимается в порнографии.

## Личная жизнь
Лора увлекается спортом и модой. Любит дорогие, красивые автомобили.
В 2000—2005 годах Лора встречалась с продюсером Эрве Ле Бра (фр. Hervé Le Bras). В 2004 году она заявила, что Эрве постоянно избивал её и угрожал убийством. В 2005 году они окончательно перестали жить вместе, а в 2012 году за угрозы убийства Эрве получил полтора года тюрьмы условно.

## Награды
- European X Festival — Лучшая порноактриса (за фильм «Лорины университеты (Амнезия)» / La Ruee vers Laure)
- 1996, Брюссельский фестиваль — Лучшая европейская актриса (за фильм «Адское неприличие» / L’Indecente aux enfers)
- 1996, Hot d'Or — Лучшая порноактриса (за фильм «Первая леди» / Les Nuits de la presidente)[6]
- 1999, Hot d'Or — Почетная премия за общий вклад в порнокино

## Фильмография (выборочная)
- 1995 — Le Desir dans la peau /Desires of the Flesh/ Желания плоти
- 1995 — La Fievre de Laure /The Fever of Laure/ Горячие приключения Лоры, Раскаленная Лаура
- 1996 — La Ruee vers Laure /Amnesia/ Лорины университеты, Амнезия, Пленение Лауры
- 1996 — Les Nuits de la presidente /The First Lady/ Первая леди
- 1996 — La Princess et la pute /Princess And The Whore/ Принцесса и шлюха
- 1996 — L’Obsession de Laure /Obsession of Laure/ Безумная Лаура
- 1996 — L’Heritage de Laure /The Inheritance/ Наследство Лоры
- 1996 — L’Amour de Laure /The Loves of Laure/ Любовь Лауры
- 1997 — L’Indecente aux enfers /Адское неприличие
- 1997 — Wicked Weapon /Sexe de feu, couer de glace
- 1997 — Le Prix de la luxure /The Cost of Lust/ Плата за страсть, Цена наслаждения, Жизнь в роскоши
- 1997 — Labyrinthe /The Maze/ Лабиринт
- 1997 — Journal d’une infirmiere /The Nurse’s Diary, I Vizi Di Una Infermiera/ Порочная медсестра
- 1998 — Ilusiones /Illusions/ Иллюзионист
- 1998 — L’Empreinte du Vice /Masquerade/ Маскарад
- 1998 — Le Contrat des Anges /Angel`s Contract 1/ Контракт с ангелом 1
- 1998 — Le Contrat des Anges 2 /Angel`s Contract 2/ Контракт с ангелом 2